# Velika čaplja
Velika čaplja (Ardea goliath) je velika ptica iz porodice čaplji. Živi u subsaharskoj Africi, a manja populacija živi u Jugozapadnoj i Južnoj Aziji.

## Opis
Ovo je najveća čaplja na svijetu. Visoka je 120-152 cm, s rasponom krila od 185-230 cm i teška je 4-5 kg. U letu izgleda spora i nekako nespretna i, za razliku od nekih drugih čaplji, noge ne drži vodoravno. Mužjaci i ženke su slični, sive i kestenjaste boje. Glava, ćuba, leđa i strane vrata su kestenjasti. Brada, grlo, predvratlje i gornji dio prsa su bijeli, s crnim prugama na predvratlju i prsima. Donji dio prsa i stomak su oker s crnim prugama. Oči su žute, a noge i stopala crni. Mladunci izgledaju slično kao i odrasli, ali su bljeđi.
Važna staništa velikih čaplji su jezera, močvare, šume mangrova i delte rijeka. 
Hrane se ribama, žabama, malenim sisavcima i kukcima. Lovi tako što stoji u plićaku ili na plutajućoj vegetaciji i promatra vodu. Kada se plijen pojavi, ona ga više puta nabada otvorenim kljunom.
Sezona parenja je od studenog do ožujka. Grade velika gnijezda od grančica na drveću iznad vode, na tlu i na niskom grmlju. Ženka nese dva do tri svijetloplava jaja koja i ona i mužjak inkubiraju oko četiri tjedna.

## Drugi projekti
|  | Zajednički poslužitelj ima još gradiva o temi velika čaplja |
|  | Wikivrste imaju podatke o taksonu velikoj čaplji            |